# Port lotniczy Rabaul
Port lotniczy Rabaul (IATA: RAB, ICAO: AYTK) – port lotniczy zlokalizowany w mieście Kokopo (stolicy prowincji Nowa Brytania Wschodnia), ok. 20 km od miasta Rabaul (dawnej stolicy prowincji), w Papui-Nowej Gwinei.